# Alpiner Nor-Am Cup 2006/07
Die Saison 2006/2007 des Nor-Am Cup im alpinen Skisport begann am 27. November 2006 in Keystone (Colorado) bei den Herren und am 28. November 2006 in Winter Park (Colorado) bei den Damen. Sie endete am 17. März 2007 in Panorama.
Die Tabellen zeigen die fünf Bestplatzierten in der Gesamtwertung und in den Disziplinwertungen Abfahrt, Super-G, Riesenslalom, Riesenslalom, Slalom und Kombination sowie die drei besten Fahrer jedes Rennens.

## Herren

### Gesamtwertung
| Rang | Name               | Land               | Punkte |
| ---- | ------------------ | ------------------ | ------ |
| 1    | Andrew Weibrecht   | Vereinigte Staaten | 1015   |
| 2    | Erik Fisher        | Vereinigte Staaten | 965    |
| 3    | Jeffrey Frisch     | Kanada             | 592    |
| 4    | Louis-Pierre Hélie | Kanada             | 533    |
| 5    | Gareth Sine        | Kanada             | 521    |

### Abfahrt
| Rang | Name             | Land               | Punkte |
| ---- | ---------------- | ------------------ | ------ |
| 1    | Erik Fisher      | Vereinigte Staaten | 290    |
| 2    | Gareth Sine      | Kanada             | 252    |
| 3    | Andrew Weibrecht | Vereinigte Staaten | 236    |
| 4    | Jeffrey Frisch   | Kanada             | 222    |
| 5    | Stefan Guay      | Kanada             | 200    |

### Super-G
| Rang | Name             | Land               | Punkte |
| ---- | ---------------- | ------------------ | ------ |
| 1    | Erik Fisher      | Vereinigte Staaten | 360    |
| 2    | Andrew Weibrecht | Vereinigte Staaten | 345    |
| 3    | Travis Ganong    | Vereinigte Staaten | 250    |
| 4    | Gareth Sine      | Kanada             | 226    |
| 5    | Travis Dawson    | Kanada             | 198    |

### Riesenslalom
| Rang | Name               | Land               | Punkte |
| ---- | ------------------ | ------------------ | ------ |
| 1    | Tim Jitloff        | Vereinigte Staaten | 366    |
| 2    | Scott Barrett      | Kanada             | 254    |
| 3    | Alessandro Roberto | Italien            | 200    |
| 4    | Will Brandenburg   | Vereinigte Staaten | 188    |
| 5    | Patrick Biggs      | Kanada             | 174    |

### Slalom
| Rang | Name             | Land               | Punkte |
| ---- | ---------------- | ------------------ | ------ |
| 1    | Cody Marshall    | Vereinigte Staaten | 264    |
| 2    | Tim Kelley       | Vereinigte Staaten | 254    |
| 3    | Patrick Biggs    | Kanada             | 204    |
| 4    | Warner Nickerson | Vereinigte Staaten | 181    |
| 5    | Scott Barrett    | Kanada             | 178    |

### Kombination
| Rang | Name               | Land               | Punkte |
| ---- | ------------------ | ------------------ | ------ |
| 1    | Andrew Weibrecht   | Vereinigte Staaten | 200    |
| 2    | Erik Fisher        | Vereinigte Staaten | 140    |
| 3    | Louis-Pierre Hélie | Kanada             | 95     |
| 4    | Adam Cole          | Vereinigte Staaten | 80     |
| 5    | Bump Heldman       | Vereinigte Staaten | 76     |

### Podestplätze
Disziplinen:
- DH = Abfahrt
- SG = Super-G
- GS = Riesenslalom
- SL = Slalom
- SC = Superkombination

| Datum      | Ort          | Dis. | 1. Platz                 | 2. Platz                | 3. Platz                    |
| ---------- | ------------ | ---- | ------------------------ | ----------------------- | --------------------------- |
| 27.11.2006 | Keystone     | GS   | Alessandro Roberto (ITA) | Kalle Palander (FIN)    | Jake Zamansky (USA)         |
| 28.11.2006 | Keystone     | GS   | Alessandro Roberto (ITA) | Steve Missillier (FRA)  | Gauthier de Tessières (FRA) |
| 29.11.2006 | Winter Park  | SL   | Kentarō Minagawa (JPN)   | Stéphane Tissot (FRA)   | Patrick Biggs (CAN)         |
| 30.11.2006 | Winter Park  | SL   | Michael Janyk (CAN)      | Alexander Koll (AUT)    | Gaëtan Llorach (FRA)        |
| 7.12.2006  | Lake Louise  | DH   | Stefan Guay (CAN)        | Gareth Sine (CAN)       | Christopher Beckmann (USA)  |
| 8.12.2006  | Lake Louise  | DH   | Stefan Guay (CAN)        | Andrew Weibrecht (USA)  | Erik Fisher (USA)           |
| 13.12.2006 | Panorama     | SC   | Andrew Weibrecht (USA)   | Adam Cole (USA)         | Erik Fisher (USA)           |
| 14.12.2006 | Panorama     | SG   | Erik Fisher (USA)        | Andrew Weibrecht (USA)  | Jeremy Transue (USA)        |
| 2.1.2007   | Sunday River | GS   | Will Brandenburg (USA)   | Tim Jitloff (USA)       | Warner Nickerson (USA)      |
| 3.1.2007   | Sunday River | GS   | Tim Jitloff (USA)        | Scott Barrett (CAN)     | Andrew Weibrecht (USA)      |
| 4.1.2007   | Sunday River | SL   | Tim Jitloff (USA)        | Scott Barrett (CAN)     | Cody Marshall (USA)         |
| 5.1.2007   | Sunday River | SL   | Warner Nickerson (USA)   | Tim Kelley (USA)        | Cody Marshall (USA)         |
| 6.2.2007   | Apex         | SC   | Andrew Weibrecht (USA)   | Erik Fisher (USA)       | Jeffrey Frisch (CAN)        |
| 6.2.2007   | Apex         | SG   | Jeffrey Frisch (CAN)     | Erik Fisher (USA)       | Andrew Weibrecht (USA)      |
| 7.2.2007   | Apex         | SG   | Travis Ganong (USA)      | Travis Dawson (CAN)     | Gareth Sine (CAN)           |
| 13.2.2007  | Big Mountain | DH   | Jeffrey Frisch (CAN)     | Erik Fisher (USA)       | Gareth Sine (CAN)           |
| 14.2.2007  | Big Mountain | DH   | Erik Fisher (USA)        | Gareth Sine (CAN)       | Andrew Weibrecht (USA)      |
| 16.2.2007  | Big Mountain | SG   | Erik Fisher (USA)        | Jeffrey Frisch (CAN)    | Andrew Weibrecht (USA)      |
| 14.3.2007  | Panorama     | GS   | Tim Jitloff (USA)        | Patrick Biggs (CAN)     | Tim Kelley (USA)            |
| 15.3.2007  | Panorama     | GS   | Scott Barrett (CAN)      | Jean-Philippe Roy (CAN) | Patrick Biggs (CAN)         |
| 16.3.2007  | Panorama     | SL   | Kilian Albrecht (BUL)    | Patrick Biggs (CAN)     | Tim Kelley (USA)            |
| 17.3.2007  | Panorama     | SL   | Tim Kelley (USA)         | Paul Stutz (CAN)        | Kilian Albrecht (BUL)       |

## Damen

### Gesamtwertung
| Rang | Name                 | Land               | Punkte |
| ---- | -------------------- | ------------------ | ------ |
| 1    | Leanne Smith         | Vereinigte Staaten | 750    |
| 2    | Kylie Staples        | Vereinigte Staaten | 687    |
| 3    | Chelsea Marshall     | Vereinigte Staaten | 608    |
| 4    | Shona Rubens         | Kanada             | 600    |
| 5    | Marie-Michèle Gagnon | Kanada             | 586    |

### Abfahrt
| Rang | Name             | Land               | Punkte |
| ---- | ---------------- | ------------------ | ------ |
| 1    | Sherry Lawrence  | Kanada             | 184    |
| 2    | Larisa Yurkiw    | Kanada             | 180    |
| 3    | Julia Littman    | Vereinigte Staaten | 140    |
| 4    | Chelsea Marshall | Vereinigte Staaten | 139    |
| 5    | Kelly McBroom    | Kanada             | 132    |

### Super-G
| Rang | Name                 | Land               | Punkte |
| ---- | -------------------- | ------------------ | ------ |
| 1    | Leanne Smith         | Vereinigte Staaten | 310    |
| 2    | Marie-Michèle Gagnon | Kanada             | 237    |
| 3    | Chelsea Marshall     | Vereinigte Staaten | 205    |
| 4    | Émilie Desforges     | Kanada             | 190    |
| 5    | Kiley Staples        | Vereinigte Staaten | 179    |

### Riesenslalom
| Rang | Name             | Land               | Punkte |
| ---- | ---------------- | ------------------ | ------ |
| 1    | Jessica Kelley   | Vereinigte Staaten | 360    |
| 2    | Megan McJames    | Vereinigte Staaten | 335    |
| 3    | Shona Rubens     | Kanada             | 300    |
| 4    | Émilie Desforges | Kanada             | 205    |
| 5    | Libby Ludlow     | Vereinigte Staaten | 180    |

### Slalom
| Rang | Name           | Land               | Punkte |
| ---- | -------------- | ------------------ | ------ |
| 1    | Kiley Staples  | Vereinigte Staaten | 269    |
| 2    | Shona Rubens   | Kanada             | 255    |
| 3    | Sterling Grant | Vereinigte Staaten | 219    |
| 4    | Hailey Duke    | Vereinigte Staaten | 214    |
| 5    | Laurel Carter  | Vereinigte Staaten | 212    |

### Kombination
| Rang | Name                 | Land               | Punkte |
| ---- | -------------------- | ------------------ | ------ |
| 1    | Marie-Michèle Gagnon | Kanada             | 140    |
| 2    | Chelsea Marshall     | Vereinigte Staaten | 130    |
| 3    | Caitlin Ciccone      | Vereinigte Staaten | 100    |
| 4    | Larisa Yurkiw        | Kanada             | 80     |
| 5    | Leanne Smith         | Vereinigte Staaten | 60     |

### Podestplätze
Disziplinen:
- DH = Abfahrt
- SG = Super-G
- GS = Riesenslalom
- SL = Slalom
- SC = Superkombination

| Datum      | Ort              | Dis. | 1. Platz                   | 2. Platz               | 3. Platz                         |
| ---------- | ---------------- | ---- | -------------------------- | ---------------------- | -------------------------------- |
| 28.11.2006 | Winter Park      | SL   | Veronika Zuzulová (SVK)    | Kathrin Zettel (AUT)   | Katie Hitchcock (USA)            |
| 29.11.2006 | Winter Park      | SL   | Veronika Zuzulová (SVK)    | Therese Borssén (SWE)  | Vanessa Vidal (FRA)              |
| 30.11.2006 | Winter Park      | GS   | Jessica Kelley (USA)       | Ana Drev (SLO)         | Brigitte Acton (CAN)             |
| 1.12.2006  | Winter Park      | GS   | Jessica Kelley (USA)       | Resi Stiegler (USA)    | Agnieszka Gąsienica-Daniel (POL) |
| 8.12.2006  | Lake Louise      | DH   | Britt Janyk (CAN)          | Klára Křížová (CZE)    | Chelsea Marshall (USA)           |
| 11.12.2006 | Panorama         | SG   | Kaylin Richardson (USA)    | Leanne Smith (USA)     | Émilie Desforges (CAN)           |
| 12.12.2006 | Panorama         | SC   | Caitlin Ciccone (USA)      | Chelsea Marshall (USA) | Leanne Smith (USA)               |
| 3.1.2007   | Mont Sainte-Anne | GS   | Megan McJames (USA)        | Émilie Desforges (CAN) | Shona Rubens (CAN)               |
| 4.1.2007   | Mont Sainte-Anne | GS   | Megan McJames (USA)        | Shona Rubens (CAN)     | Émilie Desforges (CAN)           |
| 5.1.2007   | Mont Sainte-Anne | SL   | Megan Ryley (CAN)          | Shona Rubens (CAN)     | Kiley Staples (USA)              |
| 6.1.2007   | Mont Sainte-Anne | SL   | Sterling Grant (USA)       | Laurel Carter (USA)    | Jilyne McDonald (USA)            |
| 5.2.2007   | Apex             | SC   | Marie-Michèle Gagnon (CAN) | Larisa Yurkiw (CAN)    | Lyndee Janowiak (USA)            |
| 5.2.2007   | Apex             | SG   | Marie-Michèle Gagnon (CAN) | Kiley Staples (USA)    | Chelsea Marshall (USA)           |
| 9.2.2007   | Big Mountain     | SG   | Leanne Smith (USA)         | Émilie Desforges (CAN) | Marie-Michèle Gagnon (CAN)       |
| 13.2.2007  | Big Mountain     | DH   | Kelly McBroom (CAN)        | Sherry Lawrence (CAN)  | Larisa Yurkiw (CAN)              |
| 14.2.2007  | Big Mountain     | DH   | Larisa Yurkiw (CAN)        | Sherry Lawrence (CAN)  | Julia Littman (USA)              |
| 14.3.2007  | Panorama         | SL   | Kiley Staples (USA)        | Shona Rubens (CAN)     | Hailey Duke (USA)                |
| 15.3.2007  | Panorama         | SL   | Hailey Duke (USA)          | Kiley Staples (USA)    | Sterling Grant (USA)             |
| 16.3.2007  | Panorama         | GS   | Jessica Kelley (USA)       | Libby Ludlow (USA)     | Shona Rubens (CAN)               |
| 17.3.2007  | Panorama         | GS   | Libby Ludlow (USA)         | Shona Rubens (CAN)     | Jessica Kelley (USA)             |